# Illuminati: New World Order
Illuminati: New World Order (INWO) é um jogo de cartas colecionáveis que foi lançado em 1995 pela Steve Jackson Games, baseado em seu jogo encaixotado original Illuminati que, por sua vez, foi inspirado na obra de 1975, The Illuminatus! Trilogy, de Robert Anton Wilson e Robert Shea. INWO venceu o Origins Award de Best Card Game of 1994 (melhor jogo de cartas) em 1995.

## Conteúdo das cartas
As cartas são divididas em diversos tipos, incluindo Illuminati, Plots (conspirações), Groups (grupos), Places (lugares), Personalities (personalidades), Organizations (organizações), Resources (recursos), e New World Order (Nova Ordem Mundial). As diversas cartas são impressas com duas diferentes cores de fundo e são coletivamente referidas simplesmente como "Groups" e "Plots". A premissa é que você jogue com um dos grupos Illuminati (os Adeptos de Hermes, os Illuminati da Baviera, o Triângulo das Bermudas, a Sociedade Discordianista, os Gnomos de Zurique, a Internet, os Servos de Cthulhu, Shangri-La, e os OVNIs) determinados, para atingir a dominação mundial. Você procura controlar um número predeterminado de grupos (tais como os Boy Sprouts (uma paródia dos Escoteiros), os Homens de Preto (MiB), a CIA, etc.) e/ou completar uma conspiração para alcançar seu objetivo antes de seu(s) oponente(s)...

## Informação do produto
INWO é frequentemente dito ser mais difícil de aprender do que muitos jogos de cartas colecionáveis, mas isso é infundido com muito mais humor, similar a outros jogos de Steve Jackson. Como muitos jogos de cartas colecionáveis, a construção de baralho, jogo agressivo, e pura sorte são chaves para a vitória. Contudo, intrigas, negociações, tomada de negócio, e artimanhas são também elementos importantes.
INWO foi lançado como um kit principal de 409 cartas em dobro [starter decks] (apropriado para dois jogadores) e embalagens lacradas, em ambas as edições, Limited (1994) e Unlimited (1994-95), 3 cartas promocionais foram lançadas para a edição Limited totalizando 412 cartas. Houve também um kit lacrado chamado The Factory Set ou One With Everything (reimpressão não-colecionável) que contém cada uma das cartas da edição limitada em um novo esquema de cor, multiplos das cartas Illuminati e 20 cartas em branco para um total de 450. Uma expansão de 125 cartas foi lançada chamada Assassins, 123 cartas nas embalagens e 2 promocionais, bem como uma caixa de expansão de 100 cartas chamada INWO SubGenius que pode ser jogada também como um jogo stand-alone.
Há cartas comuns, incomuns e raras no kit principal e em Assassins, que também inclui 10 cartas "ultra raras". Todas as cartas em ambos os factory sets têm basicamente a mesma raridade. Embalagens de cartas em branco (blank cards) também são vendidas para aqueles que desejam criar suas próprias cartas, uma atividade que tem provado ser tão popular que coleções online de cartas INWO agora listam centenas de cartas. The INWO Book, de Steve Jackson, é o guia oficial para o jogo.

## Alinhamentos em INWO
Há 10 alinhamentos oficiais em INWO em cada uma das cartas de grupo (Illuminati, Organização, Personalidade). Os grupos ganham bônus quando aceitam controlar outros grupos de mesmo alinhamento ou quando aceitam destruir grupos com alinhamento oposto. Inversamente, os grupos ficam sujeitos a penalidades quando aceitam controlar grupos de alinhamento oposto ou quando aceitam destruir grupos de mesmo alinhamento. Os bônus são cumulativos para alguns e todos os alinhamentos de ambos os grupos.
- STRAIGHT (direto) vai em direção ao status quo, que o público vê como normal;
- WEIRD (estranho) é heterodoxo, desviando do normal, o que o público poderia ver como não-convencional e irregular.
- CONSERVATIVE (conservador) é como a agenda Republicana, bem como o direito religioso;
- LIBERAL (liberal) vai em direção a agenda Democrata, e é um tanto socialista.
- Grupos VIOLENT (violentos) usam raiva e armas para sua vantagem, e algumas vezes terrorismo;
- alinhamentos PEACEFUL (pacíficos) representam pacifismo e movimentos anti-guerra.
- GOVERNMENT (governo) tem legisladores, Congresso/Parlamento, e grupos que governam nações;
- CORPORATE (corporativo) tem executivos de grandes negócios que controlam companhias multinacionais para lucro.
- FANATIC (fanático) é um alinhamento único, opondo-se a todos os outros grupos "fanáticos".
- CRIMINAL (criminal) é um alinhamento único que inclui terroristas, cartéis de drogas, políticos corruptos, CEO's gananciosos, etc. O alinhamento "criminal" não tem oposto.

## Controvérsia
O jogo tem causado alguma controvérsia. O jogo foi lançado em 1995, mas há algumas cartas que relatam fatos que aconteceram recentemente, como as cartas Terrorist Nuke e Pentagon que contém imagens que podem ser consideradas remanescentes dos atentados terroristas de 11 de Setembro de 2001, a primeira porque mostra uma explosão de um do par de arranha-céus, e a segunda, mostra fumaça laranja emergindo de seu centro, que poderia ser interpretado como fogo.
Outras cartas estão sujeitas a comparação semelhante, como a carta Joggers, que retrata o atentado à Maratona de Boston de 2013, a carta Oil Spill, o vazamento de óleo no Golfo do México, e a carta Combined Disasters, o acidente nuclear de Fukushima, a carta Enough Is Enough lembra muito a face de Donald Trump , a carta Large Hadron Collider , refere-se ao Grande Colisor de Hádrons, que começou a ser construido 4 anos depois do lançamento do Jogo, a carta Angela Merkel faz referência a mesma sendo chanceler alemã desde 2005

## Impacto cultural
INWO foi mencionado no livro Anjos e Demônios, de Dan Brown, mas como um jogo de computador.